# Yongping Zhen
Yongping Zhen (kinesiska: 永平, 永平镇) är en köping i Kina. Den ligger i provinsen Yunnan, i den sydvästra delen av landet, omkring 300 kilometer sydväst om provinshuvudstaden Kunming. Antalet invånare är 63 042. Befolkningen består av 29 121 kvinnor och 33 921 män. Barn under 15 år utgör 20,0 %, vuxna 15-64 år 72 %, och äldre över 65 år 7,0 %.
Genomsnittlig årsnederbörd är 1 446 millimeter. Den regnigaste månaden är juli, med i genomsnitt 410 mm nederbörd, och den torraste är februari, med 5 mm nederbörd.